# Lafia Township Stadium
Das Lafia Township Stadium ist ein Fußballstadion mit Leichtathletikanlage in der nigerianischen Stadt Lafia, Bundesstaat Nassarawa. Es ist die Heimspielstätte des Erstligisten Nasarawa United FC. Die Spielfläche ist mit Kunstrasen ausgestattet.